# Фрідріх Гунд
Фрідріх Гунд (нім. Friedrich Hund; 4 лютого 1896, Карлсруе — 31 березня 1997, Геттінген) — німецький фізик. Учасник розробки методу молекулярних орбіталей та автор формулювання правила Гунда.

## Біографія
Гунд був сином торговця виробів з металів та товарів домашнього вжитку. Відвідував школи у Карлсруе, Ерфурті. У Наумбурзі у реальній гімназії отримав абітуру у 1915 році. На початку першої світової війни зламав ногу і не попав на фронт. У той час допомагав своєму вчителеві професорові Паулю Шенгальсу у проведенні занять. Через два роки його призвали на службу у синоптичну службу при військовому флоті.
Після закінчення війни вивчав математику, географію та фізику в університеті Марбурга та Геттінгена. У 1921/22 роках здав державні іспити на кваліфікацію вчителя. У 1922 році в Геттінгенському університеті захистив дисертацію під керівництвом Макса Борна на тему ефекту Рамзауера, працюючи у той час референдарем у гімназії Геттінгена. У 1922—1927 роках був асистентом Борна поряд з Вернером Гайзенбергом та Паскуалем Йорданом. Після габілітації у 1925 році став приват-доцентом теоретичної фізики в університеті Геттінгена. У 1925/25 роках провів стажування у Нільса Бора в Копенгагені. З 1927 року професор теоретичної фізики у Ростоці. Після запрошення та перебування у Гарвардському університеті в 1929 році перебрався у Лейпциг. З 1929 по 1946 Гунд — професор Лейпцизького університету, у 1946—1951 роках — Єнського університету, 1951—1956 роках — університету Франкфурта-на-Майні, та у 1956 — Геттінгенського університету.
У 1931 році Фрідріх Гунд одружився з Інґебор Сейнше, пізніше доктором математики та мав з нею 6 дітей. З 1996 року Фрідріх Гунд почесний громадянин міста Єна.

## Наукова діяльність

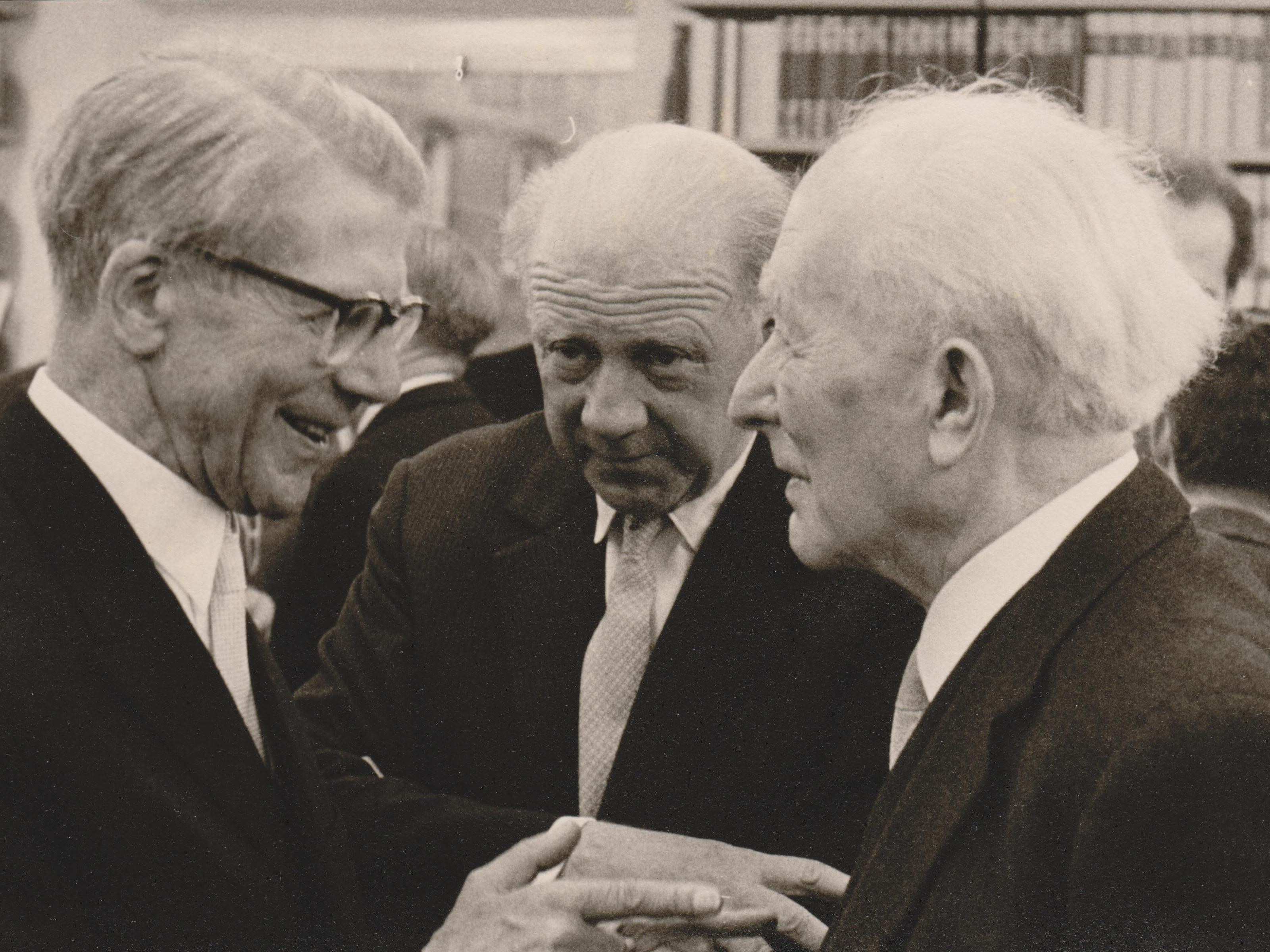
Три великі фізики:
Фрідріх Гунд, Вернер Гайзенберґ та Макс Борн з нагоди 70-ти річчя Гунда у лютому 1966 в Геттінгені

Гунд опублікував понад 250 робіт. Основні праці з квантової механіки, спектроскопії (систематика атомних і молекулярних спектрів), магнетизму та історії фізики. У 1925 році він встановив чотири емпіричні правила в атомній фізиці, що дозволяють описати стани електронних конфігурацій атомів, які тепер носять його ім'я: правила Гунда. У хімії перше з цих правил особливо важливе і часто згадується просто як правило Гунда.